# Rodriguezia villalobosi
Rodriguezia villalobosi is een krabbensoort uit de familie van de Trichodactylidae. De wetenschappelijke naam van de soort is voor het eerst geldig gepubliceerd in 1966 door Rodríguez & Manrique.